# Jungshoved Kirke
Jungshoved Kirke er sognekirken i Jungshoved Sogn, Stege-Vordingborg Provsti i Roskilde Stift. Den ligger lidt sydvest for Jungshoved By i Vordingborg Kommune; indtil Kommunalreformen i 1970 lå den i Bårse Herred i Præstø Amt.
Umiddelbart syd for kirken ligger voldstedet Jungshoved Slot.

## Beskrivelse af kirken
Kor og skib er opført i senromansk stil. Skibet er blevet forlænget mod vest omkring 1300, vestgavlen med syv falsede spidsbueblændinger er ommuret i midten af 1400-tallet. Murværket består af kridtsten iblandet teglsten. Den rundbuede syddør er bevaret med vandret afsluttet portalfremspring, indvendig har man senere ændret portalfremspringet øvre afslutning til en trekantsgavl. I korets murværk anes en præstedør mod syd. I korets nordmur anes et rundbuet vindue, over hvælvene ses skibets smigede vinduer. I sengotisk stil, omkring 1500, er tårnet opført ved skibets nordside, tårnrummet har formodentlig tjent som våbenhus, muligvis er tårnets overdel først blevet fuldført i 1600-tallet, tårnrummet er nu gravkapel. Tårnets placering mod nord skyldes formodentlig, at grunden ned mod vandet har været for ustabil. Sakristiet mod nord og våbenhuset mod syd er formodentlig sengotiske tilføjelser.
Kor og skib har fået indbygget krydshvælv i midten af 1400-tallet. Korbuen er bevaret men noget omdannet. Spor over hvælvene viser, at skibet har haft hulkelgesimser på langvæggene. Altertavlen er udført af en lokal snedker i slutningen af 1500-tallet, i midterfeltet ses et gipsrelief af Bertel Thorvaldsen. Prædikestolen menes udført på Abel Schrøders værksted omkring 1610, Abel Schøder den ældre døde under en pestepidemi i 1602 og Abel Schrøder den yngre blev født omkring 1600, så arbejder fra værkstedet i denne periode er deciderede værkstedsarbejder. Prædikestolen nævnes ikke i Eva de la Fuente Pedersens hefte om Abel Schrøder. I koret står en sandstensfont fra 1790. Kirkens terningformede døbefont er udført i brændt ler, på siderne ses relieffer af Thorvaldsen, fonten er muligvis model til marmorfontene i Brahetrolleborg og Vonsild. I 1780'erne blev tårnrummet indrettet til gravkapel for familien Brockenhuus, i kapellet står sarkofager for Henrik Adam Brockenhuus (død 1803) og hans hustru Elisabeth, født Holstein Ledreborg (død 1786); over indgangen til kapellet og på kisterne ses våben. I gravkapellet ses en fontefod til en gotlandsk font.

## Kalkmalerier
Over hvælvene ses rester af gotiske kalkmalerier. På korets nordvæg og i skibets hvælv samt i skibets vestende ses sengotiske kalkmalerier. I 1941 afdækkede Egmont Lind kalkmalerier fra omkring 1500 på triumfvæggen og skibets sydvæg, kalkmalerierne blev atter overkalket, over hvælvet ses rester af denne udmaling. I 1962 afdækkede O. Hellvik kalkmalerierne i skibets hvælv, på korets nordvæg og i skibets vestende, kalkmalerierne dateres til 1513. I skibets første fag i sviklerne mod øst ses to narrehoveder, mod nord har narren en klokke i huen, munden er formet omkring et hul, som muligvis kunne være et klokkerebshul i lighed med Bregninge Kirke på Ærø, under hovedet står dateringen 1513, samme årstal som i Bregninge Kirke. På korets nordvæg ses en korsfæstelsscene. I skibets andet fag på sydvæggen fandt man en smørkærning, som atter blev overkalket. I skibets tredje fag på sydvæggen kan man se en djævel og tre figurer.

## Frise med dødedans
| - Dødedans i skibets vestvæg |

På skibets vestvæg ses en frise med dødedansen. Mod nord ses djævle danse kædedans med en junker, en ung kvinde med jomfruhår og en kronet kvinde. På dødedansene i Egtved og i Nørre Alslev ses dødninge danse med repræsentanter for samfundets forskellige klasser; dødedanse i Tyskland og Frankrig viser ligeledes samfundets forskellige klasser; der ses kvinder, men ikke så fremtrædende som i Jungshoved Kirke. Frisen i Jungshoved fortsætter på vestvæggen mod syd, her kan mændene være placeret og dermed følger denne dødedans inddelingen af kirken i en mandlig og en kvindelig halvdel.
Restaureringen i Jungshoved er uden tilføjelser, hvorfor den står noget råt. Frisens øverste og nederste kanter er ikke parallelle, hvilket virker skitseagtig, og figurtegningen er noget rå, men dog ikke uden en vis sikkerhed.

## Sammenligning med dansefrisen i Ørslev Kirke
I Ørslev Kirke ser man en dansefrise, som dateres til omkring 1325; her danser kronede kvinder og mænd anført af en nar. Denne frise har hverken dødninge eller djævle, men den trompetspillende hare kunne være et djævlesymbol. Dansefrisen i Ørslev er næppe en dødedans, men udsmykningen er noget tvetydig og tolkningen af dansefrisen som en bryllupsdans er ikke entydig. Måske indeholder dansefrisen dødedansmotiver, og måske er dødedansen i Jungshoved en replik til Ørslev. Spørgsmålet må indtil videre stå åbent, men dødedansen i Jungshoved kan være en brik i det puslespil, som måske en dag kan give en større forståelse af ikonografien, i folkevisen ender dansen med elverpigerne jo sørgeligt.
| - Den omtalte dansefrise i Ørslev Kirke |
|                                         |

## Galleri
| - Vrængmasker - Vrængmaske i nordøstsvikkel i skibets 1. fag - Vrængmaske i sydøstsvikkel i skibets 1. fag |